# Командир взводу (фільм)
Командир взводу (англ. Platoon Leader) — американський фільм 1988 року.

## Сюжет
Лейтенант Джеф Найт, випускник престижної військової академії у Вест-Пойнті, наводить справжній порядок в підлеглому йому взводі і чесно виконує свій військовий обов'язок далеко від Америки, у В'єтнамі.

## У ролях
- Майкл Дудікофф — лейтенант Джефф Найт
- Роберт Ф. Лайонс — сержант Майкл Макнамара
- Майкл ДеЛоренцо — Реймонд Басера
- Джессі Дебсон — Джошуа Паркер
- Рік Фіттс — сержант Роберт Хейс
- Тоні Пірс — Ян Шульц
- Деніел Деморест — Даффі
- Брайан Ліббі — сержант Роч
- Майкл Райдер  — рядовий Дон Пайк
- Вільям Сміт — майор Флінн
- Ел Каракі — Кемп
- Івен Дж. Кліссер — Ларсен
- Івен Баркер — Клінскі
- А.Дж. Сміт — лейтенант Райлі
- Дін Рафаель Феррандіні — медик
- Білл Олмстед — медик